# Schulenburgové
Schulenburgové (německy Schulenburg) jsou německý šlechtický rod původem z Braniborska, později braniborsko-pruský. 

## Historie
Poprvé je doložen k roku 1237 ve Staré marce, kdy žil rytíř Wernerus de Sculenburch. Původním sídlem pozdější rozvětvené šlechtické rodiny byl ve 13. století hrádek Schulenburg na řece Jeetze u Salzwedelu. Od roku 1742 drželi zámek Wolfsburg  dolním Sasku.

## Některé osobnosti

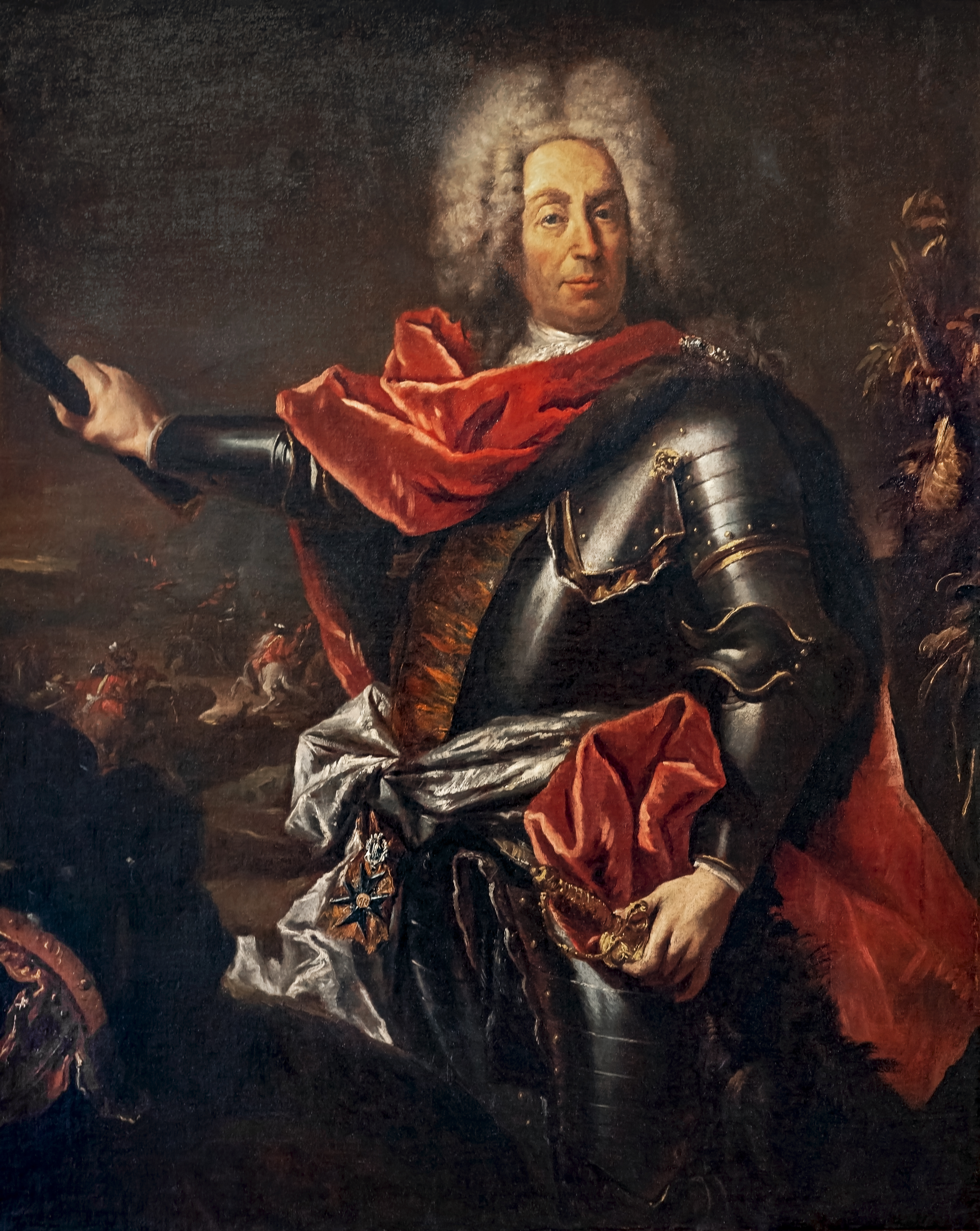
Johann Matthias ze Schulenburgu, 1741, portrét Antonio Guardi

Z rodu pocházeli polní maršálové, generálové a četní vysocí důstojníci pruské armády. Další zástupci dosáhli pozic jako ministr zahraničí a biskup. 
- Johann Matthias von der Schulenburg (1661-1747) byl  generál, velitel saského a říšského vojska ve válkách o španělské dědictví, rakouský hrabě, sběratel a mecenáš umění v Benátkách
- Hans von der Schulenburg (1834–1898), rakousko-uherský generál
- Fritz Dietlof a Friedrich Werner von der Schulenburg  byli členy spiknutí proti Hitlerovi, jež připravilo neúspěšný atentát z 20. července 1944, a byli popraveni.

## Erb
Ve znaku mají tři červené orlí nohy obrácené heraldicky doprava, s roztaženými spáry a ostrými drápy,  na stříbrném štítu. Značí tři zakladatele rodových linií.